# 루이스 마리아 에체베리아
루이스 마리아 에체베리아 이가르투아(스페인어: Luis María Echeberría Igartua; 1940년 3월 24일, 바스크 주 아수아 ~ 2016년 10월 19일, 바스크 주 라스 아레나스)는 스페인의 전직 축구 선수로, 현역 시절 수비수로 활약했다.

## 클럽 경력
에체베리아는 비스카이아 도 아수아 출신으로, 1961년에 21세의 나이로 아틀레틱 빌바오에 입단하여 바스크 주 이웃으로 당시 아직 위성 구단이 아니었던 바스코니아에 입단했다. 그는 1961년 9월 10일, 1-2로 패한 세비야와의 첫 1군 시즌 라 리가 신고식을 치렀고, 총 30번의 경기 중 29번의 리그 경기에 출전했고, 빌바오는 이 시즌을 5위로 마쳤다.
그 후, 에체베리아는 전설적인 아틀레틱의 수비로 도약하여 골문 앞의 호세 앙헬 이리바르와 헤수스 아랑구렌, 이냐키 사에스와 함께 골문을 지켰고, 사자 군단이 코파 델 헤네랄리시모를 우승한 1969년까지 300번이 넘는 공식 경기에 출전했다. 1973년, 그는 33세에 세군다 디비시온의 바라칼도에서 1년을 더 활약한 후 은퇴했다.

## 국가대표팀 경력
에체베리아는 거의 1년이라는 시간 동안(정확히는 11개월 3주) 스페인 국가대표팀 경기에 4번 출전하였다. 그의 첫 국가대표팀 경기는 1962년 6월 6일에 비냐 델 마르에서 열린 브라질과의 그 해 월드컵 경기로, 스페인은 이 대회에서 조별 리그를 넘지 못했다.

## 수상
아틀레틱 빌바오
- 코파 델 헤네랄리시모
  - 우승: 1969
  - 준우승: 1965–66, 1966–67